# Marvaux-Vieux

Marvaux-Vieux este o comună în departamentul Ardennes din nordul Franței. În 1 ianuarie 2022 avea o populație de 70 de locuitori.